# Spaghetti aglio e olio

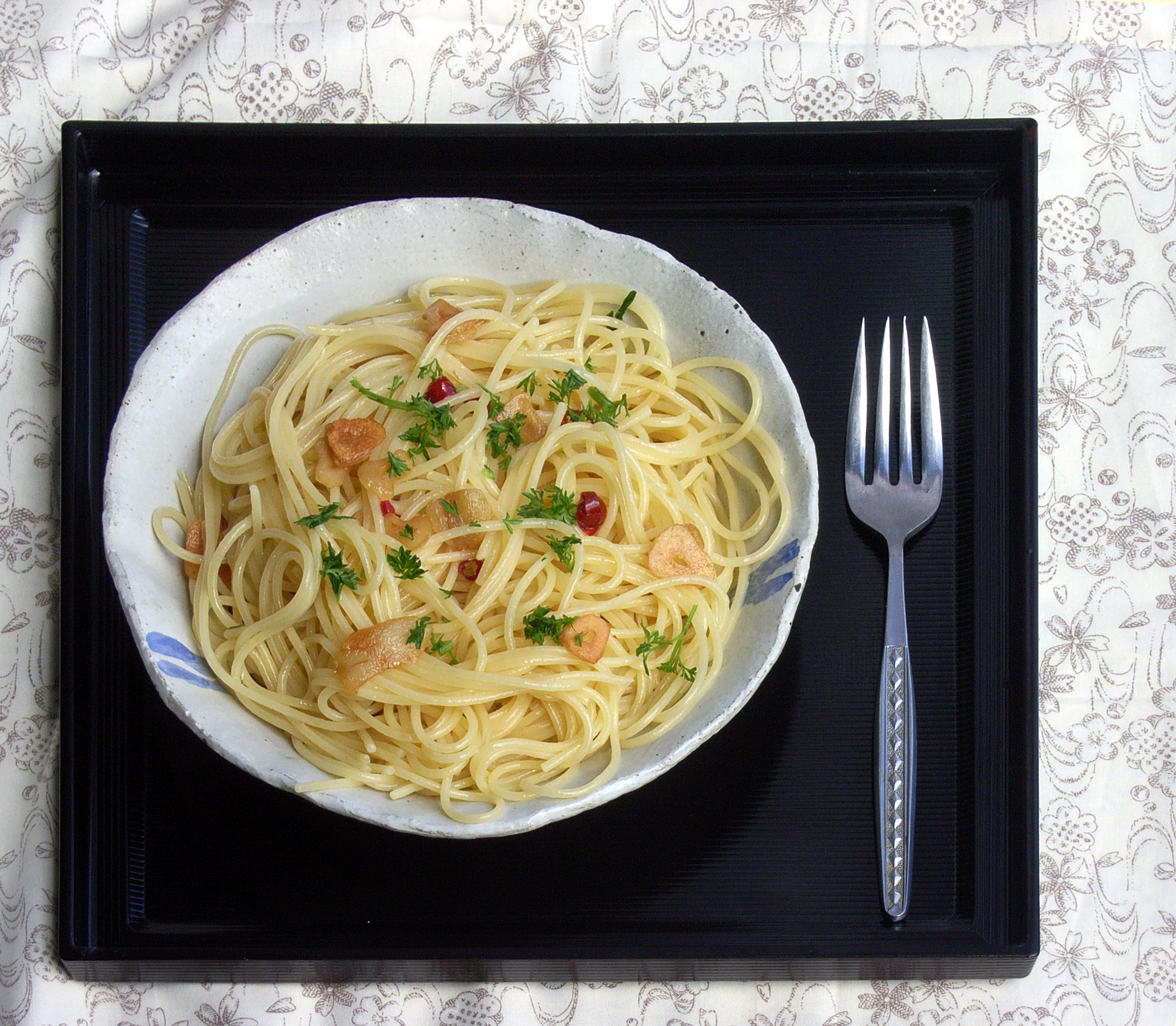
Spaghetti aglio e olio

Spaghetti aglio e olio (Italiaans voor "spaghetti [met] knoflook en olie") is een traditioneel Italiaans pastagerecht uit Napels. Het is een typisch gerecht van de Napolitaanse keuken en is internationaal bekend. De populariteit ligt erin dat het eenvoudig te bereiden is en dat het gebruikmaakt van goedkope (dit is een voorbeeld van de cucina povera), gemakkelijk verkrijgbare ingrediënten die lang houdbaar zijn.

## Recept

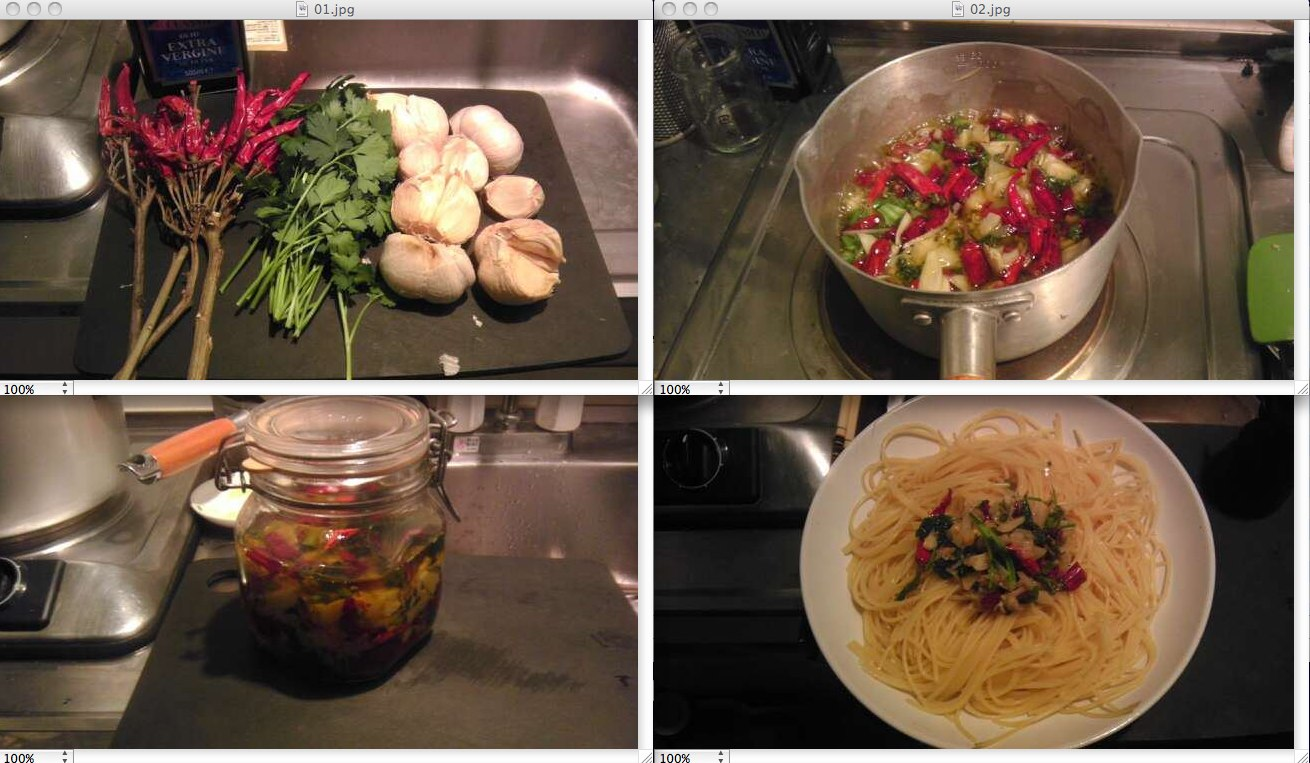
Bereiding

Het gerecht wordt bereid door eerst in olijfolie dungesneden knoflook licht aan te bakken, soms met toevoeging van rode pepervlokken (in dat geval heet het spaghetti aglio, olio e peperoncino). De olie en de knoflook worden vervolgens gemengd met spaghetti die in gezouten water is gekookt. Als garnering wordt vaak fijngehakte Italiaanse peterselie toegevoegd. Geraspte parmezaanse kaas of pecorino kan worden toegevoegd, hoewel kaas in de meeste traditionele recepten niet wordt gebruikt. In sommige recepten wordt aanbevolen wat van het pastawater aan de olijfolie toe te voegen om een saus te maken, maar in andere recepten wordt aanbevolen de olie gewoon over de uitgelekte pasta te gieten, waardoor geen saus ontstaat.